# TRL Compilation (2008)
TRL Compilation è una compilation di brani musicali del 2008, pubblicata il 18 aprile di quell'anno in concomitanza con l'arrivo della terza edizione dei TRL Awards.
Il CD include i brani degli artisti più seguiti dello show di MTV Italia Total Request Live e di quelli che, almeno una volta, sono stati ospiti nel programma.

## Tracce
1. Jesse McCartney - Leavin' (Albert C. Reggaeton Radio Mix)
2. Finley - Questo sono io
3. Tokio Hotel - By Your Side
4. Thirty Seconds to Mars - A Beautiful Lie
5. The Kooks - Naive (Live @ Abbey Road)
6. Avril Lavigne - Hot
7. Belinda - If We Were
8. Kylie - In My Arms
9. Mika - Happy Ending
10. Backstreet Boys - Helpless When She Smiles
11. Lost - Tra pioggia e nuvole
12. Negramaro - Solo per te
13. Plain White T's - Our Time Now
14. The Last Goodnight - Pictures of You
15. The New Story - Occhi
16. Vanilla Sky - Umbrella
17. LaFee - Heul Doc
18. Fabri Fibra - Bugiardo
19. Tiziano Ferro - Stop! Dimentica (Acoustic Version)